# Санкт-Петербургские ведомости (1728—1917)
«Санкт-Петербу́ргские ве́домости» (до 1728 года — «Вѣдомости», с 1728 по 1914 год — «Санктпетербургскiя вѣдомости»; «С.-Петербургскія Вѣдомости», с 1914 по 1917 год — «Петроградскія Вѣдомости») — ежедневная общественно-политическая газета Санкт-Петербурга. Старейшая регулярная российская газета, и единственная до начала печатания «Московских ведомостей» в 1756 году. До 1917 года именовала себя «литературно-политической газетой».

## Предыстория: 1702—1727
В XVII веке в России для бояр и царя специально изготавливалась рукописная газета («Вести-Куранты»). Инициатором создания первой публичной печатной газеты был Пётр I, на основании указов которого 16 и 17 декабря 1702 года были выпущены пробные номера, не сохранившиеся в печатном виде (остались лишь рукописные копии). Относительно регулярно «Ведомости» начали выходить с 2 (13) января 1703 года под названием «Ведомости о военных и иных делах, достойных знаний и памяти» (впоследствии 13 января был объявлен днём российской печати). Такое полное название связано с тем, что газета начала выходить в годы Северной войны, и на её полосах регулярно сообщались военные сводки с фронта; постоянным оно не было, газета могла называться каждый раз по-разному: «Ведомости», «Ведомости Московского государства», «Петровские ведомости» или «Реляции».
Газета попеременно печаталась в Москве и Санкт-Петербурге. До 1710 года «Ведомости» печатались церковнославянским шрифтом, с 1 (12) февраля 1710 года — частично гражданским шрифтом. Новый шрифт вытеснил церковнославянский в 1715 году, пусть и не окончательно — ещё некоторое количество номеров старой кириллицей вышло в 1737—1739 гг. Первым редактором газеты был Фёдор Поликарпович Поликарпов-Орлов, директор московского Печатного двора. Кроме того, редактором некоторых номеров выступил сам царь — Пётр I (он же был автором многих её статей). Первыми литературными сотрудниками газеты были Борис Волков и Яков Синявич.

В номере от 1 (12) сентября 1721 года в газете был напечатан итог Северной войны: 
Корона шведская вечно уступает нам Лифляндию, Эстляндию, Ингерию и значительную часть Карелии, с городами Ригою, Ревелем, Нарвою, Перновом, Выборхом и Кексхольмом.
 После окончания войны «Ведомости» стали освещать развитие промышленности и торговли в стране.
«Ведомости» выходили крайне нерегулярно, тиражом 150—4000 экземпляров и продавались, а иногда «выдавались народу безденежно».

## История

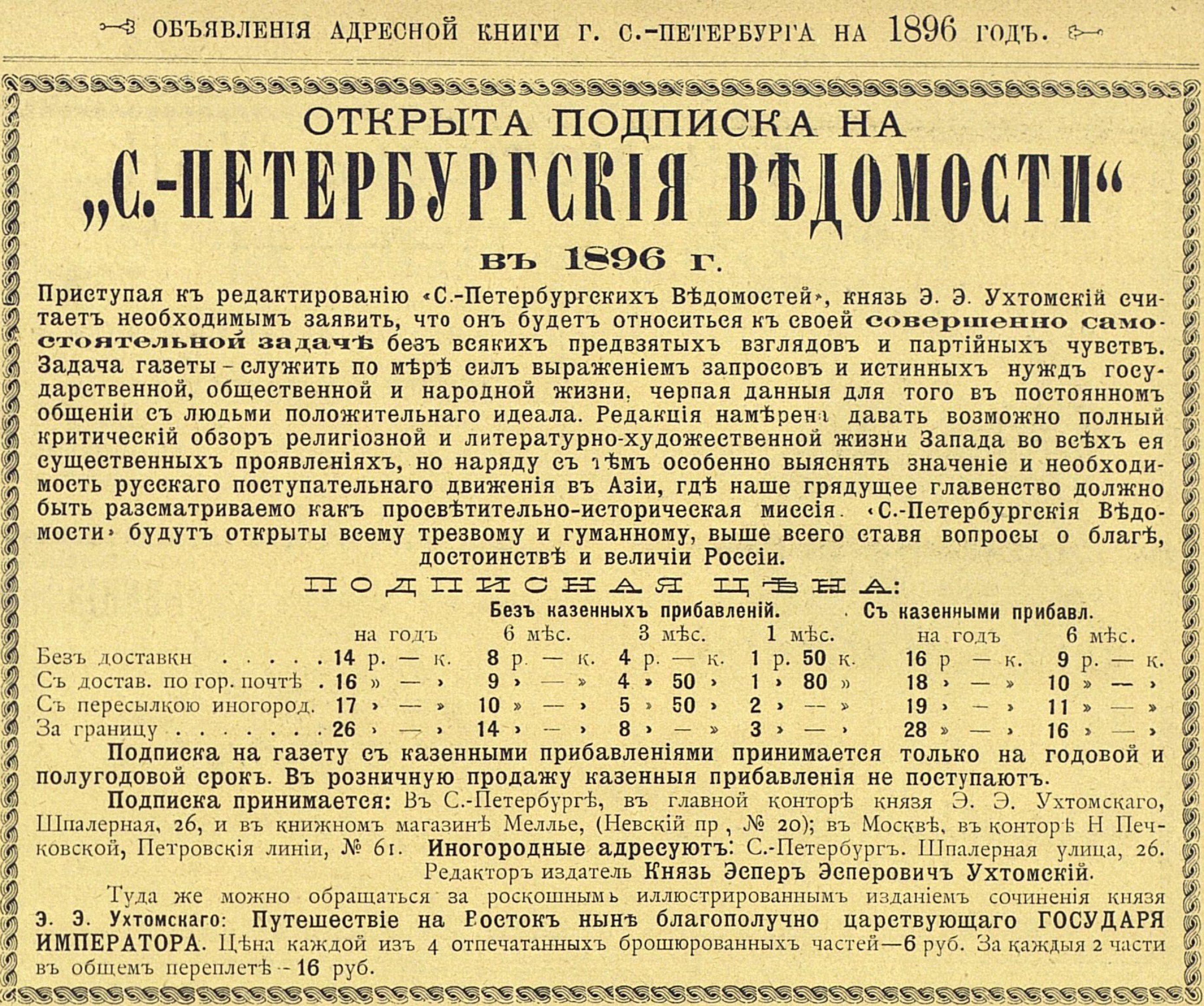
Реклама газеты, 1896 год

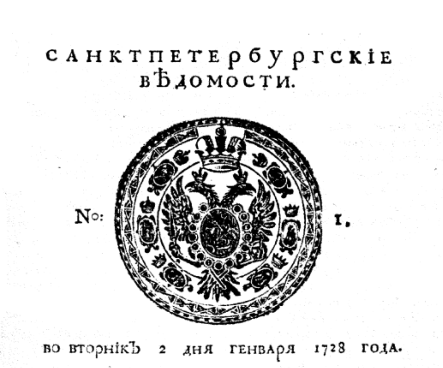
Виньетка первого номера академической газеты от 2 января 1728 года

В 1728 году издание газеты было передано Академии наук, она стала выходить под названием «Санктпетербургскіе вѣдомости». Это была первая регулярная российская газета. Начальный тираж «Санкт-Петербургских ведомостей» составлял 706 экземпляров; номер стоил 4 копейки. Выходила газета дважды в неделю. Редактором газеты с 1728 года был Герард Фридрих Миллер. При нём начали выходить и «Месячные исторические, генеалогические и географические примечания в Ведомостях» — первый отечественный журнал.
Среди тех, чей вклад можно вполне назвать особым, был Якоб Штелин, историк российских искусств и собиратель «анекдотов» из жизни Петра Великого. Он стал редактором газеты в середине 1730-х годов, и опубликовал в «Санкт-Петербургских ведомостях» и в «Примечаниях» к ним немало интересных статей. В их числе «Историческое описание оного театрального действия, которое называется опера» — первое опубликованное в России сочинение о музыке.
Первым русским главой «Санкт-Петербургских ведомостей» стал в 1748 году Михаил Васильевич Ломоносов.
До появления в 1756 году «Московских ведомостей» «Санкт-Петербургские ведомости» были единственной газетой страны.
В 1831 году «Санкт-Петербургские ведомости» перешли на ежедневный выход.
С 1 января 1836 года редактором газеты был назначен переводчик, критик и цензор Амплий Николаевич Очкин. При нём «Санкт-Петербургские ведомости» начали превращаться из собрания новостей и объявлений в серьёзную общественно-политическую газету. В ней начинают печататься очерки, рассказы, переводы (и среди авторов появляются Жуковский, Даль, Вяземский).
В 1847 году Академия наук впервые сдала газету в аренду. Первыми её арендаторами стали известный издатель и книгопродавец М. Д. Ольхин и А. Н. Очкин. За дело Очкин взялся с новыми силами; отзыв взыскательного В. Г. Белинского, напечатанный в 1847 году, не случайно так одобрителен: «Теперь „Санкт-Петербургские ведомости“ так далеко оставили за собой все другие издания одного с ними рода, что сделали невозможным всякое сравнение между собою и ими. Нельзя надивиться довольно богатству и полноте внутренних известий в каждом нумере…»
В 1863 году арендатором и редактором газеты стал В. Ф. Корш. Число авторов газеты пополнили Марко Вовчок, И. С. Тургенев, А. Н. Островский, В. В. Стасов (в его майской, 1867 года, статье в «Ведомостях» впервые прозвучало знаменитое определение «могучая кучка»: «сколько поэзии, чувства, таланта и умения есть у маленькой, но уже могучей кучки русских музыкантов»).
C 1886 по 1890 год выходило второе издание «Ведомостей» — «Русская газета» под редакцией В. Г. Авсеенко.
В 1896 году новым издателем и редактором газеты стал князь Эспер Эсперович Ухтомский — камер-юнкер и друг юности императора Николая II.
После переименования Санкт-Петербурга в 1914 году газета стала называться «Петроградские ведомости».
В 1917 году, вскоре после падения монархии, Эспера Ухтомского на редакторском посту сменил Александр Черкезов — последний редактор газеты; но уже 29 октября 1917 года издание «Петроградских ведомостей» прервалось.
С 1987 года в Научно-исследовательском отделе библиографии и библиотековедения (НИОБиБ) при Библиотеке Академии наук осуществляется проект «Газета „Санктпетербургские ведомости“ XVIII века: Указатели к содержанию». В настоящее время изданы печатные версии указателей за 1728—1780 годы.